# Леонель Уча
Ладіслау Леонель Уча Алвеш або просто Леонель Уча (порт. Ladislau Leonel Ucha Alves / Leonel Ucha; нар. 9 травня 1988, Лісабон, Португалія) — бісауський та португальський футболіст, півзахисник клубу «Кова Пієдаде» та національної збірної Гвінеї-Бісау.

## Клубна кар'єра
Народився в Лісабоні в родині вихідців з Гвінеї-Бісау. Вихованець скромного клубу «Канекаш». Футбольну кар'єру розпочав 2006 року в «Каша Пії». З 2007 по 2013 рік виступав за нижчолігові португальські клуби «Оліваїш-і-Москавіде», «Операріу», «Тонделі», «Мафра» та «Сертаненсе». На початку липня 2013 року уклав договір з «Академіку». У футболці клубу з Візеу в Сегунда-Лізі дебютував 10 серпня 2013 року в програному (0:2) виїзному поєдинку 1-го туру проти «Морейренсі». Леонель вийшов на поле в стартовому складі та відіграв увесь матч. Першим голом у другому за силою дивізіоні чемпіонату Португалії відзначився 23 жовтня 2013 року на 55-й хвилині переможного (3:0) домашнього поєдинку 11-го туру проти «Олівейренсе». Уча вийшов на поле в стартовому складі та відіграв увесь матч. Відіграв один сезон в «Академіку». З 2014 по 2016 рік виступав за «Орієнтал» (Лісабон), а з 2015 по 2016 рік — у клубі національного чемпіонату Португалії (3-й дивізіон) «Торренсе».
У середині липня 2016 року виїхав на Кіпр. Виступав у Першому дивізіоні за «Пафос». Потім переїхав до Франції, де захищав кольори «Сен-Мора» з Національного чемпіонату 2. У 2018 році повернувся до Португалії, виступав за команди Національного чемпіонату «Сінтренсе», «Торренсе» та «Маріньєнсе». З лютого 2022 року захищає кольори «Кове Пієдади».

## Кар'єра в збірній
У футболці національної збірної Гвінеї-Бісау дебютував 10 червня 2017 року в переможному поєдинку кваліфікації Кубку африканських націй 2019 року проти Намібії.

## Статистика виступів

### У збірній
| Дата       | Місто    | Господарі    | Результат | Гості            | Турнір                                  | Голи | Примітки |
| ---------- | -------- | ------------ | --------- | ---------------- | --------------------------------------- | ---- | -------- |
| 10-6-2017  | Бісау    | Гвінея-Бісау | 1 – 0     | Намібія          | Відбір до Кубка африканських націй 2019 | -    | 80'      |
| 14-10-2018 | Бісау    | Гвінея-Бісау | 2 – 1     | Замбія           | Відбір до Кубка африканських націй 2019 | -    | 93'      |
| 8-6-2019   | Пенафієл | Ангола       | 2 – 0     | Гвінея-Бісау     | товариський матч                        | -    | 78'      |
| 8-10-2020  | Обідуш   | Гвінея-Бісау | 1 – 0     | Мозамбік         | товариський матч                        | -    |          |
| 11-11-2020 | Тієс     | Сенегал      | 2 – 0     | Гвінея-Бісау     | Відбір до Кубка африканських націй 2021 | -    |          |
| 15-11-2020 | Бісау    | Гвінея-Бісау | 0 – 1     | Сенегал          | Відбір до Кубка африканських націй 2021 | -    |          |
| 26-3-2021  | Манзіні  | Есватіні     | 1 – 3     | Гвінея-Бісау     | Відбір до Кубка африканських націй 2021 | -    | 75'      |
| 30-3-2021  | Бісау    | Гвінея-Бісау | 3 – 0     | Республіка Конго | Відбір до Кубка африканських націй 2021 | -    | 84'      |
| Усього     |          | Матчів       | 8         |                  | Голів                                   | 0    |          |

## Титули і досягнення
- Володар Кубка Північної Ірландії (1):

«Данганнон Свіфтс»: 2024-25
- Володар Суперкубка Північної Ірландії (1):

«Данганнон Свіфтс»: 2025